# جون إيرمان
جون إيرمان (بالإنجليزية: John Erman)‏ هو مخرج أمريكي، ولد في 3 أغسطس 1935 في شيكاغو في الولايات المتحدة.

## وصلات خارجية
- جون إيرمان على موقع IMDb (الإنجليزية)
- جون إيرمان على موقع ألو سيني (الفرنسية)
- جون إيرمان على موقع أول موفي (الإنجليزية)
- جون إيرمان على موقع قاعدة بيانات الأفلام السويدية (السويدية)
- جون إيرمان على موقع إن إن دي بي (الإنجليزية)
- جون إيرمان على موقع قاعدة بيانات الفيلم (الإنجليزية)
- جون إيرمان على موقع كينوبويسك (الروسية)